# 10561 Shimizumasahiro
10561 Shimizumasahiro este un asteroid din centura principală de asteroizi.

## Descriere
10561 Shimizumasahiro este un asteroid din centura principală de asteroizi. A fost descoperit pe 15 octombrie 1993 la Kitami de Kin Endate și Kazuro Watanabe. Asteroidul prezintă o orbită caracterizată de o semiaxă mare de 2,75 ua, o excentricitate de 0,17 și o înclinație de 9,9° în raport cu ecliptica.